# Nazionale maschile di pallanuoto dell'Unione Sovietica
La nazionale di pallanuoto maschile dell'Unione Sovietica è stata la rappresentativa pallanuotistica dell'Unione delle Repubbliche Socialiste Sovietiche in campo maschile nelle competizioni internazionali.

## Storia
È stata una delle formazioni migliori al mondo. Ha vinto due titoli olimpici, due campionati mondiali, cinque europei e due Coppe del Mondo.

La squadra ha giocato le sue ultime competizioni nel 1991.
All'indomani della dissoluzione dell'Unione Sovietica, in occasione delle Olimpiadi di Barcellona 1992 è stata creata una squadra in rappresentanza della CSI, che nel torneo di pallanuoto ha conquistato la medaglia di bronzo.

## Risultati
Olimpiadi
- 1952 7º
- 1956  Bronzo
- 1960  Argento
- 1964  Bronzo
- 1968  Argento
- 1972  Oro
- 1976 8º
- 1980  Oro
- 1988  Bronzo

Mondiali
- 1973  Argento
- 1975  Oro
- 1978 4º
- 1982  Oro
- 1986  Bronzo
- 1991 7º

Europei
- 1954 5º
- 1958  Bronzo
- 1962  Argento
- 1966  Oro
- 1970  Oro
- 1974  Argento
- 1977 4º
- 1981  Argento
- 1983  Oro
- 1985  Oro
- 1987  Oro
- 1989 4º
- 1991  Bronzo

Coppa del Mondo
- 1979 4º
- 1981  Oro
- 1983  Oro
- 1987  Argento
- 1989 6º
- 1991 5º

### Competizioni giovanili
- Universiadi: 4

1970, 1973, 1983, 1985
- Campionato mondiale U20: 2

1981, 1985
- Campionato europeo U19: 3

1970, 1975, 1978
- Campionato europeo U18: 1

1985

## Formazioni

### Olimpiadi
Giochi olimpici - Helsinki 1952Gojchman • Semënov • Teplov • Kokorin • Prokopov • Liferenko • Mshvenieradze • Šljapin • Ušakov • Egorov, CT: -
Giochi olimpici - Melbourne 1956Gojchman · Prokopov · Šljapin · Kurennoj · Breus · Mshvenieradze · Markarov · Ryžak · Ageev · Gvakharia · Lesin, CT: -
Giochi olimpici - Roma 1960Semënov · Kartašov · Novikov · Mshvenieradze · Grigorovskij · Ageev · Čikvanaja · Gogoladze · Kurennoj · Gojchman · Sal'cyn, CT: -
Giochi olimpici - Tokyo 1964Grabovskij · V. Kuznecov · Grišin · Popov · Kalašnikov · Bortkevič · N. Kuznecov · Semënov · Ageev · Osipov · Egorov, CT: -
Giochi olimpici - Città del Messico 1968Guljaev · Čikvanaja · Grišin · Dolgušin · Barkalov · Grigorovskij · Semënov · Šidlovskij · Skok · Osipov · Bovin, CT: -
Giochi olimpici - Monaco di Baviera 1972Akimov · Barkalov · Guljaev · Dolgušin · Dreval' · Žmudskij · Kabanov · Osipov · Sobčenko · Mel'nikov · Šidlovskij, CT: Vladimir Semënov
Giochi olimpici - Montréal 1976Klebanov • Kotenko • Dreval' • Dolgušin • Romančuk • Kabanov • Barkalov • Mel'nikov • Mshvenieradze • Iselidze • Zacharov, CT: Anatolij Bljumental'
Giochi olimpici - Mosca 1980Šaranov · Kotenko · Akimov · Grišin · Riisman · Kabanov · Barkalov · Šagaev · Mshvenieradze · Ivanov · Sobčenko, CT: Boris Popov
Giochi olimpici - Seul 19881 Šaranov, 2 Mendygaliev, 3 Grišin, 4 Kolotov, 5 Naumov, 6 Berendjuga, 7 Kotenko, 8 Apanasenko, 9 Mshvenieradze, 10 Ivanov, 11 Markoč, 12 Smirnov, 13 Giorgadze, CT: Boris Popov

### Altre
- Europei - Utrecht 1966 -  Oro:

Vadim Guljaev, Vladimir Kuznecov, Boris Grišin, Iosif Zemcov, Vladimir Žmudskij, Vladimir Semënov, Boris Popov, Valerij Puškarëv, Aleksandr Dolgušin, Leonid Osipov e Igor' Grabovskij.
- Europei - Barcellona 1970:  Oro:

Vadim Guljaev, Anatolij Akimov, Aleksandr Dreval', Aleksandr Dolgušin, Vladimir Semënov, Oleksij Barkalov, Aleksandr Šidlovskij, Vjačeslav Skok, Leonid Osipov, Valerij Puškarëv, Vladimir Žmudskij e Oleg Bovin.
- Mondiali - Cali 1975 -  Oro:

Oleksij Barkalov, Aleksandr Dreval', Aleksandr Dolgušin, Sergej Goršov, Aleksandr Kabanov, Anatolij Klebanov, Nikolaj Mel'nikov, Aleksandar Rodionov, Vitalij Romanchuk, Vitalij Rozkov e Aleksander Zakharov.
- Coppa del Mondo - Long Beach 1981 -  Oro:

Erlan Ajabergenov, Mikheil Giorgadze, Evgenij Grišin, Michail Ivanov, Aleksandr Kabanov, Sergej Kotenko, Vladimir Akimov, Nurlan Mendygaliev, Giorgi Mshvenieradze, Sergej Nikiforov,  Ėrkin Šagaev, Evgenij Šaranov e Aleksandr Trejtiakov.
- Mondiali - Guayaquil 1982 -  Oro:

Vladimir Akimov, Michail Ivanov, Aleksandr Kabanov, Aleksandr Kleimenov, Sergej Kotenko, Nurlan Mendygaliev, Giorgi Mshvenieradze,  Ėrkin Šagaev, Evgenij Šaranov, Nikolaj Smirnov e Aleksej Vdovin.
- Europei - Roma 1983 -  Oro:

Evgenij Šaranov, Igor' Sedov, Pavel Prokoptčuk, Evgenij Grišin, Sergej Naumov, Aleksandr Kabanov, Sergej Kotenko, Askar Oraralinov, Giorgi Mshvenieradze, Pavel Volkov, Sergej Markoč, Nikolaj Smirnov e Mikheil Giorgadze.
- Coppa del Mondo - Malibu 1983 -  Oro:

Evgenij Grišin, Michail Ivanov, Aleksandr Kabanov, Sergej Kotenko, Nurlan Mendygaliev, Giorgi Mshvenieradze, Sergej Naumov, Pavel Prokoptčuk, Ėrkin Šagaev, Evgenij Šaranov, Nikolaj Smirnov e Aleksej Vdovin e Vjačeslav Sobčenko.
- Europei - Sofia 1985 -  Oro:

Evgenij Šaranov, Nurlan Mendygaliev, Pavel Prokoptčuk, Evgenij Grišin, Sergej Naumov, Viktor Berendjuga, Sergej Kotenko, Askar Oraralinov, Giorgi Mshvenieradze, Michail Ivanov, Sergej Markoč, Nikolaj Smirnov e Mikheil Giorgadze.
- Europei - Strasburgo 1987 -  Oro:

Evgenij Šaranov, Oleg Shvedov, Aleksandr Ogorodnikov, Aleksandr Kolotov, Sergej Naumov, Viktor Berendjuga, Sergej Kotenko, Dmitrij Apanasenko, Giorgi Mshvenieradze, Pavel Volkov, Sergej Markoč, Sergej Maksimov, Vadim Rosdestvenskiy e Mikheil Giorgadze.